# Берёзовка (Родинский район)
Берёзовка — исчезнувший посёлок в Родинском районе Алтайском крае. Располагался на территории современного Кочкинского сельсовета. Упразднён в 1982 году.

## География
Располагался в 4,5 км к юго-востоку от села Кочки.

## История
Основан в 1923 году. В 1928 году посёлок Берёзовка состоял из 84 хозяйств. Центр Березовского сельсовета Родинского района Славгородского округа Сибирского края.

## Население
По переписи 1926 г. в посёлке проживало 524 человека (260 мужчин и 264 женщины), основное население — русские.